# Macaire Etty
Macaire Etty, né en 1967 à Bocanda, est un écrivain et homme de lettres ivoirien. Enseignant de formation, il est le président de l'Association des écrivains de Côte d'Ivoire, de 2016 à 2022. Le 15 mai 2024, lors de la 14e édition du Salon International du Livre d'Abidjan, il lui a été décerné le Grand Prix Bernard Dadié.

## Biographie
Originaire de Badasso, dans le département de Sikensi, Macaire Etty est né le 5 juillet 1967 à Bocanda en Côte d'Ivoire. Il est marié et père de trois enfants. Diplômé de l'École normale supérieure, il est professeur certifié de lettres modernes. Il est promu, après avoir enseigné pendant deux décennies dans les lycées de son pays, Inspecteur en chef. Ses activités littéraires s’étendent de la critique à la promotion du livre, en passant par l’écriture. Chroniqueur littéraire, éditeur et conférencier, Macaire Etty est un promoteur passionné du livre et la lecture.
Ses romans Pour le bonheur des miens et Talouablé, la dévoreuse de livres et son œuvre poétique La Geste de Bréké sont inscrits respectivement en Terminale, en Sixième et en Seconde au programme scolaire en Côte d’Ivoire. La Geste de Bréké, un poème épique qu'il a composé en 2016, a été présenté par la critique comme un brillant plaidoyer pour la paix entre les peuples du monde. Ce livre lui a aussi valu d’être primé dans la catégorie Belles-Lettres à l’édition 2017 des Grands prix des associations littéraires, devenant ainsi la toute première œuvre à caractère poétique à être couronnée dans cette catégorie, où le roman détenait jusque-là l’exclusivité des distinctions.

## Carrière
Diplômé de l'École normale supérieure, Macaire Etty commence sa carrière d'enseignant de lettres modernes en 1992 au lycée moderne de Bouna. En 1995, il est muté au lycée municipal de Tanda et en 2005 au lycée moderne de Divo. En 2004, il est détaché à la direction de la vie scolaire du ministère de l’éducation nationale de son pays. Agent administratif, il exerce dans cette direction en tant que chargé d'étude avant d'être nommé chef du service détection et suivi des talents.
Romancier, nouvelliste, poète, dramaturge et préfacier, il est élu président de l’Association des écrivains de Côte d'Ivoire (AECI) en 2016. Le 2 mai 2019, candidat unique à sa propre succession, il est reconduit par ses pairs au terme du huitième congrès ordinaire. Chroniqueur littéraire et politique, Macaire Etty collabore pendant plusieurs années avec des quotidiens ivoiriens comme Fraternité Matin, Le Temps, Le Nouveau Courrier. Après avoir offert ses services en tant que responsable littéraire et correcteur à des maisons d'édition, il devient le directeur général des éditions Kamit dont il est le fondateur.

## Lettres

### Du lecteur à l'écrivain
Fils d'instituteur, Macaire Etty est au départ un lecteur passionné et curieux. Ainsi, devenu enseignant de lettres modernes, il prend l'habitude de lire et d'éplucher des œuvres littéraires pour partager ses analyses dans des quotidiens de son pays. Très tôt, ses chroniques font des émules. Son passage au journal gouvernemental Fraternité Matin le révèle au public comme un homme de lettres avisé.
Les premiers vagissements en écriture littéraire de Macaire Etty sont poétiques à travers la production de petits poèmes intimistes. Lorsqu'il commence à enseigner, il encadre naturellement des clubs de journal, de littérature et de théâtre. Il écrit des poèmes engagés qu'il fait déclamer par ses élèves et des pièces de théâtre qu'il fait jouer aux membres de sa troupe. À Tanda et à Divo, les prestations publiques de sa troupe scolaire de théâtre font de lui un animateur culturel incontournable.

### Thèmes
La thématique de Macaire Etty tourne autour de la grandeur et de la dignité africaine. Passionné d'Afrique, il exploite dans la plupart de ses productions ce que son continent a de plus profond et de puissant.

## Distinctions
- Grand prix National Bernard Dadié de Littérature 2024, décerné lors de la 14e du Salon International du Livre d'Abidjan (SILA)[7] ; pour Flamme Éternelle, poésie.
- Grand Prix des Awards du leadership inspirant catégorie Littérature 2024
- 2e Prix national d'Excellence du Président de la république de Côte d'Ivoire 2021, catégorie Littérature[8] ;
- Grand Prix de Poésie africaine d'expression française 2019, pour Mes Saintes Colères, poésie ;
- Nommé au Grand Prix Ivoire de la littérature africaine d'expression française 2019 pour Le Chant du Korafola, poésie[9] ;
- Grand prix des associations littéraires 2017, catégorie Belles-Lettres, pour La Geste de Bréké, poésie ;
- Docteur Honoris causa de l'université polytechnique Noé de Tiassalé[10].

## Œuvres

### Individuelles
- Gloire et Déclin apocalyptique, Dhart éditions, 2012,  (ISBN 978-2924097069)
- La Loi des Ancêtres, roman, Éditions Matrice, 2014
- Pour le bonheur des miens, roman, Vallesse Éditions, 2015   (ISBN 9782916532349)
- Les Larmes de Dieu, roman, Les Classiques ivoiriens, 2015  (ISBN 9782372230155)
- La Geste geste de Bréké, poésie, Éditions IRDA, 2016  (ISBN 9782371210066) (Grand prix des Belles-Lettres aux Gpal 2017)
- Mes saintes colères, poésie, L'Harmattan Côte d'Ivoire, 2018   (ISBN 9782343135342)
- Le Chant du Korafola, poésie, L'Harmattan Côte d'Ivoire, 2018  (ISBN 9782343144269)
- Talouablé, la dévoreuse de livres, jeunesse, Les Classiques ivoiriens, 2018
- Saramani, l'épopée interdite, épopée, Éditions Tabala, Abidjan, 2018
- L’étoile de Betoulie, nouvelles, Editions Hadassa, Abidjan, 2018
- L'Amour...ce doux vertige, Nouvelles, Éditions Continents, Lomé, 2019[11]
- Mamie Wata, la pomme lacustre[12], Poésie, Editions Continents, 2020  (ISBN 9782918706557)
- Zaouli, le pacte d'amour et de raison[13], roman, JD Editions, 2020[14]
- L'agonie des règnes impies, poésie, Éditions Continents, 2022 (978-2-918706-99-1)
- Une si grande honte, théâtre, Éditions Supernova, 2023
- Comment faire aimer la lecture à votre enfant? Guide, Les Éditions Kamit, 2023
- Flamme Eternelle, poésie, Editions Continents, 2024
- Coup de foudre à Ebimpé, roman, Les Éditions Kamit, 2024
- Tanguy, la brave fille du quartier Soleil, récit jeunesse, JD Editions, 2024
- Akoli défend les femmes, récit jeunesse, JD Editions, 2024

### Collectives
- Saisons torrides, nouvelles, Les Editions Eden, 2015  (ISBN 9791095869009)[15]
- La pluie a d'abord été gouttes d'eau, poésie, Les Editions Eden, 2016[16]
- Dadié : L'homme de tous les continents, Éditions Eburnie, 2019 (978-2-84770-366-5)